# Кільпісарет
Кільпісаре́т (рос. Кильписарет) — група невеликих островів у Ладозькому озері. Відносяться до Західних Ладозьких шхер. Територіально належать до Лахденпохського району Карелії, Росія.
Острови розташовані за 1 км на схід від острова Кухка. Група складається з 3 островів: одного більшого та 2 дрібних. Всі вкриті лісами.